# Extrasístole supraventricular
En cardiología, la extrasístole supraventricular (ESSV) es un tipo de impulso eléctrico prematuro en el corazón, generado en un nivel superior al de los ventrículos cardíacos. Una ESSV puede provocar una contracción auricular prematura o un impulso prematuro hacia el nódulo auriculoventricular. Estos fenómenos son opuestos a la contracción ventricular prematura, cuyo origen es ventricular, relacionado con cambios del sistema de resonancia quantron (complejo QRS).
- Datos: Q7644763